# IC 4382
IC 4382 је спирална галаксија у сазвјежђу Волар која се налази на листи објеката дубоког неба у Индекс каталогу.
Деклинација објекта је + 25° 31' 9" а ректасцензија 14h 11m 2,3s. Привидна величина (магнитуда) објекта IC 4382 износи 14,8 а фотографска магнитуда 15,6. IC 4382 је још познат и под ознакама CGCG 132-79, CGCG 133-2, HCG 71B, PGC 50635.